# Shannon Dalonzo
Shannon Dalonzo (Montréal, 16 augustus 1995) is een Canadees model en actrice.

## Biografie
Dalonzo werd geboren op 16 augustus 1995 in Montréal. Ze is van Italiaans/Nederlandse afkomst. Haar modellencarrière startte toen ze op haar zestiende ontdekt werd in een winkelcentrum in Montréal.
Nadat ze afgestudeerd was verhuisde ze naar New York waar ze als model werkte en nog diverse andere banen had om de eindjes aan elkaar te knopen. Drie jaar later verhuisde ze naar Los Angeles waar ze gecast werd in een paar onafhankelijke films en kortfilms.